# Mitrofan (Wicynski)
Mitrofan, imię świeckie Mark Wicynski (ur. 1807 w Boguczarze, zm. 7 listopada?/19 listopada 1887) – rosyjski biskup prawosławny.

## Życiorys
Był synem prawosławnego psalmisty. W 1829 ukończył seminarium duchowne w Woroneżu. Dwa lata później został, jako mężczyzna żonaty, wyświęcony na diakona, zaś 21 listopada tego samego roku – na kapłana. Jego żona zmarła pięć lat później, po czym ks. Wicynski złożył wieczyste śluby mnisze. W 1839 ukończył studia wyższe w Kijowskiej Akademii Duchownej, po czym został zatrudniony jako inspektor seminarium duchownego w Połtawie. 31 grudnia tego samego roku obronił dysertację magisterską.
Od 1842 do 1848 był wykładowcą seminarium duchownego w Orle, następnie przez rok nauczał w seminarium duchownym w Kijowie, zaś od 1849 do 1851 – w Kiszyniowie. W maju 1851 został przełożonym monasteru Frumos, otrzymując godność ihumena. Kilkanaście dni później otrzymał stanowisko rektora seminarium duchownego w Kiszyniowie, które łączył z godnością przełożonego Monasteru Herbowieckiego. Po roku przeniesiony do monasteru Curchi, także jako jego przełożony.
28 maja 1862 miała miejsce jego chirotonia na biskupa jekaterynburskiego, wikariusza eparchii permskiej. Po czterech latach objął katedrę orenburską. W 1879 otrzymał godność arcybiskupią, obejmując katedrę dońską. Urząd ten sprawował przez osiem lat, do śmierci.